# ヨナス・ヘクター
ヨナス・ヘクター（Jonas Hector, 1990年5月27日 - ）は、西ドイツ・ザールブリュッケン出身の元サッカー選手。元ドイツ代表。現役時代のポジションはディフェンダー、ミッドフィールダー。

## クラブ経歴
地元ザールラントのSVアウエルスマッハーというクラブでプレーをはじめ、2010年に1.FCケルンに加入。
2014年10月4日、フランクフルト戦でブンデスリーガ初ゴールを決めるも、チームは2-3で敗れた。
2016年2月7日に行われたハンブルガーSV戦で初めてケルンのキャプテンを務めた。2015-16シーズンはリーグ最多となる20本のクロスを塞いだ。
EURO 2016終了後にはクラブと代表での成績が評価され、ユルゲン・クロップ監督率いるリヴァプールやチェルシーから関心を受けるも、8月14日にヘクターはケルンと2021年までの新しい契約を結んだ。
2018年4月、所属クラブであるケルンの2. ブンデスリーガ降格が決定的という状況の中、2023年までのケルンとの契約延長を発表。この姿勢はケルンのOBであるルーカス・ポドルスキから絶賛された。5月12日のリーグ最終節ヴォルフスブルク戦では、ミロシュ・ヨイッチのパスをターンして受けるとチップキックでゴール決めた。翌年、このゴールは2018年のブンデスリーガ・ゴール・オブ・ザ・イヤーに選ばれた。
結局、ケルンは降格が決まってしまったものの翌シーズンでは中心選手として活躍し、2. ブンデスリーガ優勝を果たして、1年での昇格に大きく貢献した。
2023年4月22日、ホッフェンハイム戦を3-1の勝利で飾った後、2022-23シーズンをもって現役を引退することを発表した。

## 代表経歴
それまでアンダー世代のドイツ代表には招集されたことがなかったが、2014年11月14日、UEFA EURO 2016予選のジブラルタル戦でドイツA代表デビューを果たした。2016年3月29日のイタリアとの親善試合で代表初得点を挙げた。
UEFA EURO 2016の本大会にも選出され、準々決勝のイタリア戦ではPK戦で最後のキッカーを務め、チームのベスト4進出に貢献。
2017年5月、ロシアで開催されるFIFAコンフェデレーションズカップ2017の代表メンバーに選出された。本戦では4試合に出場し、ドイツ代表の優勝に貢献した。
2018年6月の2018 FIFAワールドカップに臨むドイツ代表に選出される。2試合に出場するものの、チームはGL敗退となった。
2020年10月、代表から引退することが報じられた。ヘクターはディフェンダーでありながらドイツ代表として出場した全43試合でイエローカード、レッドカードをどちらも1枚も貰わずに代表から退くことになった。

## 代表歴

### 出場大会
- ドイツ代表
  - 2016年 - UEFA EURO 2016（ベスト4）
  - 2017年 - FIFAコンフェデレーションズカップ（優勝）
  - 2018年 - 2018 FIFAワールドカップ（グループリーグ敗退）
  - 2018年 - UEFAネーションズリーグ2018-19

### 試合数
- 国際Aマッチ 43試合 3得点（2014年-2019年）[13]

| ドイツ代表 | 国際Aマッチ | 国際Aマッチ |
| 年         | 出場        | 得点        |
| ---------- | ----------- | ----------- |
| 2014       | 1           | 0           |
| 2015       | 9           | 0           |
| 2016       | 15          | 3           |
| 2017       | 10          | 0           |
| 2018       | 7           | 0           |
| 2019       | 1           | 0           |
| 通算       | 43          | 3           |

### 得点
| #  | 開催年月日     | 開催地                               | 対戦国     | スコア | 結果 | 試合概要            |
| -- | -------------- | ------------------------------------ | ---------- | ------ | ---- | ------------------- |
| 1. | 2016年3月29日  | ミュンヘン、アリアンツ・アレーナ     | イタリア   | 3–0    | 4–1  | 親善試合            |
| 2. | 2016年11月11日 | セラヴァッレ、サンマリノ・スタジアム | サンマリノ | 3–0    | 8–0  | ロシアW杯・欧州予選 |
| 3. | 2016年11月11日 | セラヴァッレ、サンマリノ・スタジアム | サンマリノ | 5–0    | 8–0  | ロシアW杯・欧州予選 |

## タイトル

### クラブ
1.FCケルン
- 2. ブンデスリーガ：2回（2013-14, 2018-19）

### 代表
- FIFAコンフェデレーションズカップ：2017

## 人物
- 1歳上の兄、ルーカス・ヘクターとは共にSVアウエルスマッハーの下部組織で育ち、一緒のタイミングでトップチームへ昇格していた。ルーカスは弟が所属するケルンの試合をスタジアムで観戦するなど兄弟仲が良かったものの、2020年6月21日に自宅で亡くなっているのが発見された[14]。